# Pseudoscada gracilis
Pseudoscada gracilis är en fjärilsart som beskrevs av Günter Theodor Tessmann 1928. Pseudoscada gracilis ingår i släktet Pseudoscada och familjen praktfjärilar. Inga underarter finns listade.